# Соловьёв, Александр Романович
Алекса́ндр Рома́нович Соловьёв (20 февраля 1927, Большая Вочерма, Мари-Турекский кантон, Марийская автономная область — 13 октября 2002, Йошкар-Ола, Марий Эл) — марийский советский педагог. Директор Мосаринской 7-летней школы Мари-Турекского района Марийской АССР (1956—1987). Делегат Всесоюзного съезда учителей (1968). Заслуженный учитель школы РСФСР (1984). Участник Великой Отечественной войны. Член КПСС с 1960 года.

## Биография
Родился 20 февраля 1927 года в д. Большая Вочарма ныне Мари-Турекского района Марий Эл в семье организатора и председателя колхоза. Отец работал в райисполкоме, мать была колхозницей. Учился в Вочарминской начальной школе, затем в Руяльской 7-летней школе и Елеевской средней школе родного района.
После окончания школы в ноябре 1944 года был призван в Красную армию. Участник Великой Отечественной войны: командир стрелкового отделения, младший сержант. Принимал участие в боевых операциях против украинских националистов. Демобилизовался из армии в октябре 1951 года.
В 1953 году окончил Марийский учительский институт, в 1964 году — Марийский педагогический институт им. Н. К. Крупской (заочно). На протяжении жизни преподавал в школах родного Мари-Турекского района: в 1953—1954 годах — учитель марийского языка в Мосаринской 7-летней школе, в 1954—1956 годах — директор и учитель марийского языка Сардаяльской 7-летней школы, в 1956—1987 годах — директор Мосаринской 7-летней школы, в 1987—1997 годах, вплоть до выхода на пенсию — учитель Мосаринской 7-летней школы. Персональный пенсионер с сентября 1987 года.
Будучи директором Мосаринской 7-летней школы, внёс большой вклад в её обустройство: при нём были построены здание начальной школы, мастерская, кухня, 9 квартир для учителей. Являлся руководителем школьного кружка марийской литературы, издававшего рукописный журнал «У вий» и стенгазету «Эр лупе». Многие его ученики были активными юнкорами детской газеты Марийской АССР «Ямде лий», занимались литературным краеведением.
В январе 1960 года вступил в КПСС. В 1968 году от Марийской АССР был делегатом Всесоюзного съезда учителей, проходившего в Кремлёвском Дворце съездов в г. Москве.
За заслуги в области народного образования в 1967 году ему было присвоено почетное звание «Заслуженный учитель школы Марийской АССР», в 1984 году — звание «Заслуженный учитель школы РСФСР».
Скончался 13 октября 2002 года в г. Йошкар-Оле, похоронен на Паганурском кладбище г. Йошкар-Олы.

## Семья
С 1953 года женат, супруга — Зоя Ильинична Гаврилова, учительница. Дочери — Зинаида и Галина, имеют высшее педагогическое образование.

## Звания и награды
- Заслуженный учитель школы РСФСР (1984)[4]
- Заслуженный учитель школы Марийской АССР (1967)[4]
- Медаль «За победу над Германией в Великой Отечественной войне 1941—1945 гг.» (09.05.1945)[3]
- Медаль Жукова[3]